# Mitterberg-Sankt Martin
Mitterberg-Sankt Martin è un comune austriaco di 1 932 abitanti nel distretto di Liezen (subdistretto di Gröbming), in Stiria. È stato creato il 1º gennaio 2015 dalla fusione dei precedenti comuni di Mitterberg e Sankt Martin am Grimming; capoluogo comunale è Mitterberg.